# Faidon Gizikis
Faidon Gizikis (griechisch Φαίδων Γκιζίκης Fedon Gizikis auch Phaidon Gizikis, * 16. Juni 1917 in Volos; † 27. Juli 1999 in Athen) war ein griechischer Armeegeneral und Präsident Griechenlands während und nach der Militärdiktatur.

## Leben
Gizikis schloss 1939 die griechische Militärakademie Evelpidon ab. Im Zweiten Weltkrieg und im Bürgerkrieg konnte er seine militärischen Fähigkeiten unter Beweis stellen. 1957 wurde er zum Oberleutnant befördert. Er schloss sich der griechischen Militärdiktatur an, ohne jedoch politisch engagiert zu sein. Er gehörte nicht dem "Revolutionsrat vom 21. April 1967" an. Gizikis unterstützte als General und Befehlshaber der ersten Heeresgruppe im mittelgriechischen Larissa den Putsch gegen Georgios Papadopoulos nach dem Aufstand im Polytechnio im November 1973. Er wurde am 25. November 1973 zum Präsidenten von Griechenland ernannt, ein Amt, das unter der Diktatur jedoch bedeutungslos war. Die Deutsche Welle bezeichnete ihn daher in einer Sendung als  „Marionette“. Gizikis, der zu dem Zeitpunkt Zuhörer war, fand den Begriff im Nachhinein passend und rechtfertigte sich damit, dass die Übernahme der Präsidentschaft für ihn die einzige Möglichkeit war, etwas zu bewirken. 
Als die Militärdiktatur sich im Niedergang befand, leitete er mit Abstimmung der Heeresleitung eine Rückkehr zur Demokratie ein. Er rief den früheren Ministerpräsidenten Konstantin Karamanlis am 24. Juli 1974 aus dem Pariser Exil zurück und beauftragte diesen mit der Bildung einer demokratischen Regierung. Auf Wunsch der neuen Regierung blieb Gizikis vorläufig im Amt. Am 18. Dezember 1974 wurde Michail Stasinopoulos zu seinem Nachfolger gewählt.
Nach dem Verlust der Macht lebte er verarmt und zurückgezogen. Er starb 1999 in einem Athener Militärkrankenhaus.